# Gamera (film 1965)
Gamera (jap. 大怪獣ガメラ Daikaijū Gamera) – japoński film typu kaijū z 1965 roku w reżyserii Noriaki Yuasy. Pierwszy film z serii o Gamerze.

## Fabuła
W Arktyce amerykański myśliwiec odrzutowy zestrzeliwuje nieznany samolot. Samolot rozbija się, a jego ładunek, bomba atomowa, eksploduje budząc gigantycznego prehistorycznego żółwia z kłami. Japońscy naukowcy przebywający w pobliskiej wyprawie, dr Hidaka, jego asystentka Kyoko i reporter Aoyagi, otrzymują kamienną tabliczkę od wodza Eskimosów, który wyjaśnia, że stworzenie to nazywa się Gamera. Wkrótce Gamera dociera do Japonii powodując ogromne. Jednakowo mały chłopiec Toshio chce przekonać innych, że Gamera w rzeczywistości nie jest zły.

## Obsada

### Wersja japońska[1]
- Eiji Funakoshi – dr Hidaka
- Michiko Sugata – Nobuyo Sakurai
- Harumi Kiritachi – Kyoko Yamamoto
- Junichiro Yamashita – Aoyagi
- Yoshiro Uchida – Toshio Sakurai
- Yoshiro Kitahara – pan Sakurai
- Jun Hamamura – dr Murase
- Yoshio Yoshida – wódz Eskimosów
- George Hirose – japoński ambasador
- Kanju Yagi – Gamera

### Wersja amerykańska[1]
- Albert Dekker – Sekretarz Obrony
- Brian Donlevy – gen. Terry Arnold
- Diane Findlay – sierż. Susan Embers
- John Baragrey – kpt. Lovell
- Dick O'Neill – gen. O'Neill
- Mort Marshall – Jules Manning
- Alan Oppenheimer – dr Contrare
- Steffen Zacharias – senator Billings
- Thomas Stubblefield – J.T. Standish

## Produkcja
Sukces Ptaków i serii o Godzilli Toho filmów wpłynął na szefa Daiei, Masaichiego Nagatę, aby stworzyć podobny film. W 1964 roku, Nezura zaprojektowany i pchnął w produkcji, z Yuasa reżyserii. Jednak projekt spotkał się z problemami, gdy ekipa był zmuszona korzystać z dzikich szczurów pełnych pcheł i produkcja Nezury została zamknięta przez departament zdrowia. Na wymianę filmu, Nagata zdecydował się na stworzenie filmu o latającym żółwiu.

## Premiera
Gamera został kinowo wydany w Japonii 27 listopada 1965 roku. Mocno zmieniona wersja z nowym materiałem została wydana w następnym roku w Stanach Zjednoczonych jako Gammera the Invincible. Był to jedyny film z oryginalnej serii, który miał kinową premierę w Stanach Zjednoczonych. 